# Мордовське (Калінінградська область)
Мордовське (рос. Мордовское) — селище Гур'євського міського округу, Калінінградської області Росії. Входить до складу Добринського сільського поселення.
Населення —  37 осіб (2015 рік). 

## Населення
| 2002 | 2010 |
| ---- | ---- |
| 25   | ↗37  |